# Les Planes (Barcelona)
Les Planes de Vallvidrera és un nucli del barri de Vallvidrera, el Tibidabo i les Planes, del districte de Sarrià - Sant Gervasi, a la ciutat Barcelona.
Inclou els nuclis diferenciats de Mas Sauró, Mas Guimbau i el Rectoret; i s'ubica al vessant del Vallès de la serra de Collserola tocant al nucli del mateix nom del terme municipal de Sant Cugat del Vallès.
Durant molts anys, va ser primordialment un lloc d'estiueig, amb hotels, fonts i els populars berenadors. Al tombant del segle, sorgí el primer nucli urbanitzat; i a partir de la segona meitat del segle XX es va transformar en una barriada humil sense cap ordre. No va ser fins al 1980 que s'hi aprovà un pla d'actuació urbanística.
En el nucli hi ha l'estació de les Planes de les línies S1 i S2 del Metro del Vallès, de la xarxa de Ferrocarrils de la Generalitat de Catalunya (FGC).